# Beto Casella
Bautista Casella (Haedo, 29 de marzo de 1960), más conocido como Beto Casella, es un periodista, cantante y productor argentino.
Fue conductor del programa de radio Bien levantado, más tarde fue renovado conduciendo en Rock & Pop ¡Nadie nos para! y también conduce el programa de televisión humorístico Bendita por elnueve. Hijo de labradores emigrados de Belvedere Marittimo , provincia de  Cosenza (Calabria). Es padre de Juan Pablo y Franco, este último es quien participa como periodista en su programa Bendita.

## Trayectoria
En 1990 se graduó en Tea (Taller Escuela Agencia). Colaboró con diarios tales como Página/12, Clarín y El Cronista; también en revistas y semanarios: La Mancha, Primera Plana, Somos y Gente. Escribió cinco libros, como Mondo Beto, entre otros.
En el comienzo de su carrera trabajó como productor en Radio Rivadavia, Radio del Plata y Radio La Red. Sus inicios en la televisión fueron trabajando en la producción de Hola, Susana en Telefe y de Viva la tarde de Carolina Perín en América TV.

## Música
El conductor de Bendita, tiene una banda, llamada La Bien Levantada, en honor al programa Bien levantado, que se emite en Radio Continental (antes en Rock & Pop, Mega y en Pop). Lo integran, además de él, como multiinstrumentista, Nadia Robledo - voz, Cristian de Hoz - batería, Charly de Hoz - guitarra y bajo, Pablo Galbusera - teclados, Franco Casella - teclados. Y además, Gastón Recondo - Guitarra acústica y Rodolfo Samsó, Alacrán como multiinstrumentista.

## Radio
| Programa                 | Radio             | Ref.   |
| ------------------------ | ----------------- | ------ |
| Buenos muchachos         | Radio 10          | [ 5 ]  |
| Levantado de 10          | Radio 10          | [ 6 ]  |
| Hoy por hoy              | Radio Mitre       | [ 7 ]  |
| Ni se te ocurra contarlo | Radio Mitre       | [ 8 ]  |
| Bien levantado           | Mega 98.3         | [ 9 ]  |
| Bien levantado           | Pop Radio 101.5   | [ 10 ] |
| Bien levantado           | Rock & Pop        | [ 11 ] |
| Nadie nos para           | Rock & Pop        |        |
| Bien levantado           | Radio Continental | [ 12 ] |

## Televisión
| Año           | Programa                         | Canal      |
| ------------- | -------------------------------- | ---------- |
| 1994          | Viva la tarde                    | América TV |
| 2002          | Antes de hora                    | América TV |
| 2002          | Indomables                       | América TV |
| 2002-2003     | Cotidiano                        | Canal 9    |
| 2002-2003     | REC: Recuerdos en común          | Canal 9    |
| 2002-2003     | Implacables                      | Canal 9    |
| 2003          | Intrusos en el espectáculo       | América TV |
| 2004          | Los Intocables en el espectáculo | América TV |
| 2004          | Especial de Beto Casella         | América TV |
| 2005          | Crónicas picantes                | América TV |
| 2006          | Todo por el aire                 | Canal 9    |
| 2006-presente | Bendita                          | Canal 9    |
| 2009          | Canta conmigo Argentina          | eltrece    |
| 2010-2015     | Mundo Casella                    | C5N        |
| 2013-2014     | Buenos muchachos                 | C5N        |

## Libros
- 1994: Los últimos y más terribles chistes de Argentinos, Judíos, Gallegos e Italianos.
- 1997: Últimos y más terribles chistes.
- 1999: El libro de oro de nuestra televisión.(Con Laura Ubfal)
- 2000: La mano en la masa. Historias sexuales (con Darío Villarruel).
- 2000: Graffitis que te van a cambiar la vida (con Patricia Quintero).
- 2006: Mondo Beto

## Premios y nominaciones
| Año  | Premio               | Categoría                  | Programa   | Resultado |
| ---- | -------------------- | -------------------------- | ---------- | --------- |
| 2008 | Premio Martín Fierro | Mejor conducción masculina | Bendita TV | Nominado  |
| 2009 | Premio Martín Fierro | Mejor conducción masculina | Bendita    | Nominado  |
| 2010 | Premio Martín Fierro | Mejor conducción masculina | Bendita    | Nominado  |
| 2012 | Premio Martín Fierro | Mejor conducción masculina | Bendita    | Ganador   |